# Richard Anthony
Richard Anthony, pseudonimo di Ricardo Btesh (Il Cairo, 13 gennaio 1938 – Pégomas, 20 aprile 2015), è stato un cantante francese.

## Biografia
Il padre di Richard Anthony, Edgar Btesh di origini ebraiche, era originario della provincia di Aleppo in Siria, ed attivo nel settore tessile in Egitto. La madre, Margherita, era la figlia dell'ambasciatore del Regno Unito in Iraq. Ha una sorella minore, di nome Valérie, che farà parte del gruppo folk francese degli anni settanta Tangerine. Il giovane Richard trascorre un'infanzia ricca tra l'Egitto, l'Argentina e il Regno Unito, dove ha frequentato il famoso Brighton College.
Giunge in Francia, dove frequenta il Liceo "Janson de Sailly" a Parigi, nel 1951. Dopo il diploma e l'inizio dei suoi studi di legge, si rifiuta di seguire i suoi genitori a Milano, preferendo rimanere con Michelle, che ha conosciuto sui banchi di scuola e che sarebbe diventata la sua prima moglie e con la quale ha avuto tre figli, Nathalie, Jérôme e Johanne. Fa il rappresentante di frigoriferi mentre fa pratica del sassofono in alcuni club di jazz.
Nel 1958, influenzato dal pop inglese che conosce bene (è poliglotta e parla cinque lingue), Richard Anthony decide di adattarlo ai suoi nuovi testi francesi. Preso come nome d'arte l'unione dei suoi due nomi di battesimo, incide You Are My Destiny di Paul Anka e Peggy Sue di Buddy Holly.
L'etichetta Columbia Records gli dà una possibilità, ma questi due titoli restano inapprezzati. Il primo a fargli un contratto con una casa discografica è Jacques Poisson, alias Jacques Plait, che diventerà il produttore e direttore artistico di Joe Dassin.
Deve aspettare il tour per il suo terzo 45 giri New Wave, un rifacimento di Three Cool Cats dei Coasters, per essere finalmente apprezzato. È un enorme successo. Seguono una serie di dischi registrati tra Parigi e Londra, tra cui il famoso Et j'entends siffler le train del 1962. 
Quell'anno resterà 22 settimane al primo posto nelle vendite, con due titoli, La lecon de twist e Et j'entends siffler le train.
Nel 1964 il singolo Cin cin raggiunge la prima posizione in Italia per sei settimane e La mia festa per cinque settimane.
Nel 1964 acquista un aereo privato che piloterà lui stesso per fare i suoi tour, imbarcando i suoi musicisti e la sua squadra; è stato il primo cantante ad adottare questa modalità di viaggio, più veloce e più sicura della strada per attraversare la Francia ad un ritmo di 300 serate all'anno. Inoltre gli permette di raggiungere la sua famiglia quando può nelle sue ville a Saint-Tropez o Marbella, la sua casa nella valle di Chevreuse e il suo chalet a Crans-Montana. Costruirà pure un albergo in Giamaica.
In Francia, nel 1965, ottiene un grande successo con Je me suis souvent demandé, adattamento di una canzone belga (in olandese) di Bobbejaan Schoepen. Avrà successo anche in Argentina con il titolo A veces me pregunto yo.
In Italia con Piangi nello stesso anno arriva primo in classifica per 5 settimane.
Nel 1967 ha adattato il Concerto d'Aranjuez di Joaquín Rodrigo, che sarà il suo più grande successo a livello mondiale; si stima che abbia venduto oltre 5 milioni di copie, al 1º posto in Francia, Belgio, Svizzera, Spagna, e Sud America. In quel periodo vive tra Marbella, dove abita la sua famiglia, e Londra, dove ha registrato agli Abbey Road Studios accanto ai Beatles.
Ha avuto minor successo negli anni '70, non adattandosi alla crescente moda della disco music. Nel frattempo divorzia dalla moglie e vive con Josiane Pabion (Iris Franck) per 4 anni a Saint-Paul-de-Vence, accanto ad Yves Montand e Simone Signoret, durante i quali ha avuto un figlio, Julien Pabion. Torna al 1º posto nelle vendite nel 1974, con Amoureux de ma femme.

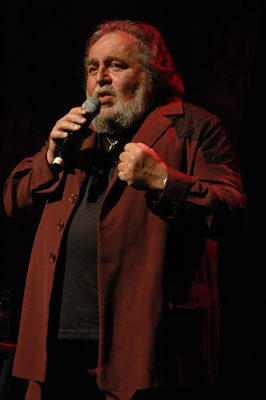
Richard Antony nel 2006

Dopo un album di mezzitoni, Non Stop nel 1978, nonostante il titolo J'irai che si collocherà al numero due nelle vendite, decide di trasferirsi a Los Angeles con la sua nuova moglie Sabine ed i loro tre figli, Xavier, Alexandre e Cédric a fare il produttore; ora vuole esportare melodie francesi per il pubblico americano. Produrrà Indian Summer, adattamento inglese di L'été indien di Joe Dassin.
Tornato in Francia nel 1982 per alcuni mesi, viene arrestato a seguito d'un accertamento fiscale, che lo ha portato a trascorrere tre giorni in prigione nel 1983.
Alla fine del 1980, dopo un divorzio e un grave incidente in barca, si allontana dalle scene. Nel 1993 ha pubblicato, per la EMI, un cofanetto di 300 canzoni che ottiene tre dischi d'oro. Nel 1996, è tornato in studio per ri-registrare i suoi successi in Francia ma anche in Spagna con l'album Sentimental.
Ha pubblicato la sua autobiografia con Michel Laffont, Il faut croire aux étoiles, dal titolo di una delle sue canzoni, e celebra i 40 anni di carriera nel 1998 allo Zenith di Parigi.
Fa un nuovo rientro nel 2006 con la tournée Âge tendre et Têtes de bois, in cui continua ad autoprodursi.
Molti artisti come Mariah Carey, A-Ha, Alliage, o il gruppo Les Enfoirés hanno ripreso le sue canzoni e adattamenti, così come decine di volte la sua versione arrangiata e orchestrata del Concerto de Aranjuez.
Nel 2010 arriva la seconda edizione della sua autobiografia Quand on choisit la liberté classificato tra i best seller dell'anno. Appare saltuariamente in trasmissioni televisive tra cui come ospite di Mireille Dumas.
Nel gennaio 2011, Richard Anthony è stato promosso al rango di Ufficiale dell'Ordine delle Arti e delle Lettere e decorato il 23 novembre dello stesso anno dal ministro Frédéric Mitterrand nel Salone d'onore del Ministero della Cultura.
Il 12 febbraio 2012 ha fatto il tutto esaurito per un concerto sul palco dell'Olympia.
In totale la sua carriera annovera 17 titoli classificati al primo posto, 21 volte in 16 anni: è tuttora l'unico cantante francese ad aver raggiunto un tale risultato. È anche uno dei pochi francesi ad esser stato il numero uno in paesi stranieri con canzoni francesi (Italia, Germania, Portogallo, Spagna, Svizzera, Belgio, Argentina, Cile, Iran).
È scomparso nel 2015 all'età di 77 anni dopo una lunga malattia.